# Kent Budda
Kent Budda var ett tungt bluesbaserat rockband med psykedeliska influenser som under mitten av 1990-talet var inflytelserikt i Sydsverige.  

## Historia
Bandet bildades i Ystad inför en konsert på musikföreningen Chorus 1994 under namnet Keent Buddah och hans uppblåsbara knää!!! med bandsättningen Magnus Nilsson (gitarr), Fabian Rimfors (bas, då Andersson), Jeremy Law (trummor och sång), och Fredrik Holst (sång). Därefter fortsatte de som trio och skapade sig snabbt ett rykte genom sina konserter som bjöd på mycket improvisation och rå energi, framför allt kännetecknat av Magnus Nilssons ekvilibristiska gitarrspel.
Efter att trummisen och sångaren Jeremy Law flyttat tillbaka till USA 1995 kom Fredrik Holst tillbaka som sångare och Sverker Berggren gjorde entré på trummor. Efter att Kent Budda imponerat i ZTV:s musiktävling ZOOM95 turnerade bandet flitigt runt i södra Sverige och värmde upp för vitt skilda artister som Peps Persson, Joakim Thåström, danska D-A-D och amerikanska Dee Snider.
Efter att diverse demo- och liveinspelningar cirkulerat under några år släppte Kent Budda 1998 CD-singeln ”Trip to Satisfy” som fick fina recensioner bland annat i hårdrockstidningen Close-Up Magazine. Gruppen gjorde en musikvideo till titelspåret där proggprofilen Ronny Carlsson från Rockamöllan och Onna Taas Band gjorde ett gästspel. Året innan hade bandet gjort en egenproducerad musikvideo till den andra låten på singeln, ”Clouds Linger And I Suffer The Pain”.
Efter att tillfälligt uppbackats av olika trummisar gjorde Kent Budda sin sista spelning den 14 april 2000.

## Diskografi
Singlar
- 1998 – "Trip to Satisfy" / "Clouds Linger and I Suffer the Pain" (CD)[9]

## Musikvideor
- 1996 – Clouds Linger and I Suffer the Pain
- 1997 – Trip to Satisfy